# Juan Vizcaíno
Juan Vizcaíno Morcillo (La Pobla de Mafumet, 6 agosto 1966) è un allenatore di calcio ed ex calciatore spagnolo, di ruolo centrocampista.

## Carriera

### Giocatore

#### Club
La sua carriera è prevalentemente legata all'Atletico Madrid. In 13 stagioni nella Liga ha collezionato 396 presenze e 33 gol. Ha vestito anche le casacche di Saragozza e Valladolid.

### Nazionale
Vizcaíno ha giocato 15 partite con la nazionale maggiore, esordendo il 16 gennaio del 1991 contro il Portogallo.

### Allenatore
È tornato, a fine carriera, nell'Atl. Madrid come vice di Gregorio Manzano.